# Liste der Baudenkmäler in Eurasburg (Schwaben)
Auf dieser Seite sind die Baudenkmäler in der schwäbischen Gemeinde Eurasburg zusammengestellt. Diese Tabelle ist eine Teilliste der Liste der Baudenkmäler in Bayern. Grundlage ist die Bayerische Denkmalliste, die auf Basis des Bayerischen Denkmalschutzgesetzes vom 1. Oktober 1973 erstmals erstellt wurde und seither durch das Bayerische Landesamt für Denkmalpflege geführt wird. Die folgenden Angaben ersetzen nicht die rechtsverbindliche Auskunft der Denkmalschutzbehörde.

## Baudenkmäler nach Gemeindeteilen

### Eurasburg
| Lage                                             | Objekt                             | Beschreibung | Akten-Nr.              | Bild                               |
| ------------------------------------------------ | ---------------------------------- | --- | ---------------------- | ---------------------------------- |
| Am Kirchberg (südwestlich der Kirche) (Standort) | Christoph-von-Schmid-Denkmal       | 1834 errichtet, um 1900 erneuert | D-7-71-129-8 Wikidata  | Christoph-von-Schmid-Denkmal       |
| Am Kirchberg 12 (Standort)                       | Katholische Filialkirche Hl. Kreuz | flachgedeckter Saalbau mit eingezogenem Chor, Turm mit Zwiebelhaube, Chor und Langhaus im Kern 2. Hälfte 12. Jahrhundert, Erweiterungen Ende 16. Jahrhundert, 1875 und 1935; mit Ausstattung. | D-7-71-129-1 Wikidata  | Katholische Filialkirche Hl. Kreuz |
| Hauptstraße 2 (Standort)                         | Ehemaliges Schulhaus               | zweigeschossiger Satteldachbau mit Putzgliederung, 1895/96. | D-7-71-129-10 Wikidata | weitere Bilder                     |
| Hauptstraße 22 (Standort)                        | Ehemaliges Forsthaus               | kubischer, zweigeschossiger Mansarddachbau, spätes 18. Jahrhundert | D-7-71-129-7 Wikidata  | Ehemaliges Forsthaus               |

### Brugger
| Lage                           | Objekt                                             | Beschreibung                                                                       | Akten-Nr.             | Bild                                               |
| ------------------------------ | -------------------------------------------------- | ---------------------------------------------------------------------------------- | --------------------- | -------------------------------------------------- |
| Brugger (bei Nr. 2) (Standort) | Katholische Kapelle zur Schmerzhaften Muttergottes | schlichter Rechteckbau mit halbrunder Apsis und Dachreiter, Anfang 19. Jahrhundert | D-7-71-129-2 Wikidata | Katholische Kapelle zur Schmerzhaften Muttergottes |

### Freienried
| Lage                      | Objekt     | Beschreibung | Akten-Nr.             | Bild       |
| ------------------------- | ---------- | --- | --------------------- | ---------- |
| Ulrichsfeld 18 (Standort) | Bauernhaus | erdgeschossiger Satteldachbau mit höherem Scheunentrakt, Gred und Traufknoten, Giebel durch Putzprofile gegliedert, 2. Hälfte 18. Jahrhundert, Scheune nach 1811. | D-7-71-129-3 Wikidata | Bauernhaus |

### Hergertswiesen
| Lage                                                 | Objekt                            | Beschreibung | Akten-Nr.             | Bild                              |
| ---------------------------------------------------- | --------------------------------- | --- | --------------------- | --------------------------------- |
| Hergertswiesen (am östlichen Ortsausgang) (Standort) | Katholische Kapelle St. Willibald | schlichter Rechteckbau mit halbrundem Schluss und Dachreiter mit Satteldach, im Kern Mitte 18. Jahrhundert, 1831 erneuert; mit Ausstattung. | D-7-71-129-4 Wikidata | Katholische Kapelle St. Willibald |
| Hergertswiesen 5 (Standort)                          | Gasthaus                          | giebelständiger, zweigeschossiger Satteldachbau mit weiten Dachüberständen, im Kern Ende 18. Jahrhundert.                                   | D-7-71-129-5 Wikidata | Gasthaus                          |

### Rehrosbach
| Lage                            | Objekt                                     | Beschreibung | Akten-Nr.             | Bild                                       |
| ------------------------------- | ------------------------------------------ | --- | --------------------- | ------------------------------------------ |
| Augsburger Straße 29 (Standort) | Katholische Pfarrkirche St. Peter und Paul | flachgedeckter Saalbau mit eingezogenem Rechteckchor, nördlicher Zwiebelturm, im Kern wohl gotisch, 18. Jahrhundert, Erweiterung 1907–09; mit Ausstattung. | D-7-71-129-6 Wikidata | Katholische Pfarrkirche St. Peter und Paul |